# Лафазан, Георгий Михайлович
Георгий Михайлович Лафазан (15 мая 1936, село Сартана, Донецкая область — 3 февраля 2016, Ульяновск)

## Биография
Родился 15 мая 1936 года в семье греков — выходцев из Крыма.
В детстве пережил немецкую оккупацию. Окончил Сартанскую среднюю школу.
В 1959 году окончил Харьковский авиационный институт, после чего в течение 53 лет работал на Ульяновском приборостроительном заводе (ныне ОАО «Утёс»): мастер механического цеха, начальник бюро подготовки производства Отдела главного технолога (с 1960), заместитель главного технолога (с 1962), заместитель главного инженера (с 1964), главный конструктор (с 1970), главный инженер (с 1975), с 1981 года — генеральный директор.
Под его руководством завод в 1998 году вышел из глубокого кризиса, сохранив инфраструктуру, основные кадры и единый производственный процесс. Наряду с выпуском авиатехники стали выпускаться комплектующие для автомобилестроительной промышленности, товары народного потребления, медицинская техника. Продукция завода экспортируется в 18 стран.
Г. М. Лафазан способствовал созданию на заводе клуба российско-греческой дружбы.
При непосредственном участии Г. М. Лафазана за последние десятилетия освоено 415 изделий, созданы сложнейшие системы и комплексы, которые применяются на всех типах самолетов и вертолетов отечественного производства, ракетной и космической техники. Он участвовал в освоении уникальных приборов для взлета и посадки, указателей высоты и скорости, систем аварийной сигнализации, пилотажно-навигационных комплексов. Среди них сложнейшие и уникальные изделия для своего времени — астронавигаторы ДАК-ДБ и БЦ-63, которые входили в состав навигационного оборудования на дальние бомбардировщики, стратегические ракетоносцы.
Под руководством Г. М. Лафазана в период 80-90-х гг. предприятие приступает к созданию новых приборов и комплексов, которые эксплуатируются на различных модификациях самолетов Су и МиГ, вертолетов Камова, Миля и успешно стоят на вооружении до сегодняшнего дня. Первый советский аэробус Ил-86, широкофюзеляжный военный транспортный самолет Ил-76, Самый большой в мире самолет Ан-124 оснащаются информационно-вычислительными комплексами ИК ВСП, системами аварийной сигнализации САС, системами вертикального эшелонирования ССВЭ, системами сигнализации опасной скорости сближения с землей СППЗ, системами предупреждения приближения земли. Фронтовой истребитель МиГ-29, штурмовик Су-25 комплектуются системами воздушных сигналов второго поколения СВС-72.
Осваиваемые при участии Г. М. Лафазана частотные датчики давлений ДДГ для систем типа СВС-85 и СВс-2Ц-У потребовали от предприятия большой концентрации интеллектуального труда, создания специальных технологических процессов, которые являются уникальными и единственными в мире.
Вновь осваиваемые в этот период сложные изделия — цифровые системы воздушных сигналов третьего и четвертого поколений СВС-2Ц и СВС-2ЦУ, устанавливаемые на новые типы военных самолетов Су-27, Су-30, МиГ-31, система воздушных сигналов четвертого поколения СВС-85 — на новые гражданские самолеты Ил-86, ИЛ-114, Ту-204, — потребовали от Лафазана Г. М. как руководителя предприятия принятия кардинальных мер по совершенствованию производства, большой концентрации интеллектуального труда, создания специальных технологических процессов, введения новой системы управления производством. Одновременно с производством авиационной техники предприятие участвует в выпуске специальной аппаратуры, устанавливаемой на ракеты морского и воздушного базирования.
В новых экономических условиях на предприятии были освоены и начали серийно выпускаться изделия для новых типов военной и гражданской техники: высококачественные измерители высоты, не уступающие лучшим мировым образцам и обеспечивающие требования международной системы ИКАО; указатели скорости УС-1, УС-2; цифровая система воздушных сигналов СВС-1Ц-1А; система аварийной сигнализации САС-7.
Прорывом для предприятия стал переход к выпуску электронных систем отображения информации на борту, которыми оснащаются в настоящее время все российские самолеты и вертолеты. В эти годы было освоено новое направление — производство систем управления общесамолетным оборудованием. В кратчайшие сроки был освоен выпуск изделий и модулей комплексной системы оборудованияКСУ-130 для самолетов Як-130 и электронной дистанционной системы ЭДСУ-148 для самолетов Ан-148.
Настойчивость и инженерная хватка Г. М. Лафазана позволили ОАО «Утес» стать единственным предприятием в Российской Федерации, которому удалось организовать выпуск прецизионных датчиков, создав за короткий срок современное производство, аналогов которому нет ни на одном российском предприятии.
В сложнейшей экономической ситуации Г. М. Лафазану удалось не только сохранить значимое для нашего государства оборонное предприятие, но и поднять его на новый уровень. Системы и комплексы, которые выпускает ОАО «Утес» сегодня, успешно эксплуатируются на Су-34, Су-35, Ми-35, Ми-28, Ка-52. Он сумел создать современный производственный комплекс, включающий механическое производство с участком современных прецизионных станков с ПУ ведущих зарубежных фирм, оптическое, химическое, электровакуумное производства, новое сборочное производство, включающее оборудованный по последнему слову науки и техники цех электромонтажа и сборки печатных узлов и модулей, уникальный испытательный комплекс.
По инициативе Г. М. Лафазана на заводе разработана и внедрена система управления многопрофильным производством. За счет внедрения декадного планирования обеспечена ритмичная работа предприятия. Его заслугой является то, что в 80-е годы завод одним из первых среди предприятий отрасли выполнил требование о 100 %выполнении договорных поставок при номенклатуре около 1400 изделий. Г. М. Лафазан приглашался в соединенный штаты Америки читать лекции о качестве на производстве.
Под руководством Лафазана на заводе внедрена уникальная система энергосбережения, которая позволила добиться европейского уровня энергопотребления. В 2012 году энергетическая сберегающая в себестоимости выпускаемой продукции составила 3,2 %. (В России она составляет 10-15 %).
В центре внимания Г. М. Лафазана всегда находились социальные вопросы, положение человека труда. Завод — единственное предприятие в области, которое организовало для заводчан коммерческое строительство жилья. Значительно выросла заработная плата работников завода. Она самая высокая среди промышленных предприятий области.
Работая с мая 2012 года на должности директора по развитию ОАО «Утес» Г. М. Лафазан определяет всю политику технической и технологической подготовки производства, уделяя особое внимание техническому перевооружению завода. Его всегда отличали постоянный инженерный поиск, благодаря чему активно внедряются новые технологии, формирующие авионику завтрашнего дня. В рамках развития производства создан новый участок, включающий в себя полный завершающий цикл изготовления светопроводов: нанесение лакокрасочного покрытия, получения рисунка методом лазерной маркировки с одновременной проверкой светотехнических параметров на уникальном оборудовании. Технология производства светопроводов не имеет аналогов в России.
Академик международной академии информатизации.
Похоронен на Ишеевском кладбище Ульяновска.

### Семья
Дед — Георгий Лафазан, участник Первой мировой войны.
Отец — Михаил Георгиевич Лафазан (1911—1961), заведовал мастерской при Сартанской машинно-тракторной станции.
Мать — Раиса Федоровна Лафазан (в девичестве Била; 1916—2005), мастер по пошиву верхней одежды.
Братья — Михаил, Александр.
Жена — Раиса Андреевна Лафазан (в девичестве Гредыкина),
- - дочери — Татьяна, Елена[1].

## Награды
- два ордена Трудового Красного Знамени
- орден Почёта (1996) — за заслуги перед государством и многолетний добросовестный труд;[2]
- Орден Дружбы
- медаль «За доблестный труд. В ознаменование 100-летия со дня рождения В. И. Ленина»
- медаль «Ветеран труда»
- Почётный авиастроитель[1]
- Почётный машиностроитель[1]
- Отличник качества Министерства авиационной промышленности
- звание «Лучший руководитель России» (2006, Фонд национальной премии России)[1]
- Почётный гражданин Ульяновской области[3].

## Память
- На здание заводоуправления Ульяновского приборостроительного завода ему установлена мемориальная доска.